# Offering
 (janvier 2019).
Si vous disposez d'ouvrages ou d'articles de référence ou si vous connaissez des sites web de qualité traitant du thème abordé ici, merci de compléter l'article en donnant les références utiles à sa vérifiabilité et en les liant à la section « Notes et références ».
Offering est un groupe créé en octobre 1983 par Christian Vander, batteur et créateur de Magma autour de Simon Goubert (piano), Stella Vander (chant) et Guy Khalifa (piano, chant, flûte) entourés de divers percussionnistes (Abdu M'Boup, Sydney Thiam...)

## Historique
Contrairement à Magma, Offering est un groupe qui se veut acoustique, basé sur le travail des voix, des claviers et des percussions.
Reprenant certains thèmes joués par Magma en 1982 et 1983 (Another Day, le Chant du Sorcier) le groupe laisse une large place à l'improvisation très influencé par le jazz de John Coltrane et de Pharoah Sanders.
Après une première époque très épurée, le groupe se renforce à partir de 1984 avec le passage de Francis Moze à la basse puis de Jean-Marc Jafet, de Pierre Marcault aux percussions (remplaçant Steve Shehan) et de Michel Lebars (batteur d'Eider Stellaire). Le groupe tourne régulièrement en RFA de 1984 à 1987 alors qu'il connait beaucoup plus de difficultés à se faire entendre en France.
Emmanuel Borghi (piano) et Jean-Claude Buire (batterie) Sandrine Fougère (chant) rejoignent la formation qui abandonne peu à peu les couleurs "tribales" du début en proposant de nouveaux thèmes : Cosmos et Afïïeh, plus "magmaïens", ainsi que les Cygnes et les Corbeaux ambitieux morceau de plus d'une heure.
Le premier album, Offering 1&2 sort en 1986, et sera suivi de Offering 3&4 en 1990.
En mai 1993, sort le troisième album, Affieh, qui revient vers une ambiance plus proche de Magma.
Offering se retire peu à peu de la scène à partir de 1992, Christian Vander se concentrant alors sur les Voix de Magma et le groupe donne son ultime concert en 1995 (figurent alors dans la formation : Philippe Dardelle (contrebasse) - Pierre-Michel Sivadier & Lydia Domancich (aux claviers).
En 2003, Christian Vander revient à son travail acoustique avec la réédition de l'ensemble des enregistrements d'Offering (incluant l'inédit Out of this World) et investit la scène du Triton pour une semaine au mois de mai.
En juillet 2013, pour fêter les trente ans de la création du groupe, Offering joue cinq soirs de suite au Triton pour clore le festival des Tritonales. Le concert est enregistré et doit faire l'objet d'un DVD. Pour ce spectacle, la formation est composée de Christian Vander chant, batterie, percussions - Stella Vander chant, chœurs et flûte traversière - Pierre Marcault percussions - Frédéric d'Oelsnitz piano et synthé - Isabelle Feuillebois chant, chœurs, percussions - Hervé Aknin chant, chœurs - Jean-Marc Jafet basse, chœurs - Tony Paeleman piano Fender, synthé - Philippe Gleizes batterie.

## Discographie
Tous les disques sont édités par Seventh Records.
- 1986 : Offering 1&2
- 1987 : Paris, Théâtre Déjazet, enregistrement live.
- 1990 : Offering 3&4
- 1993 : Afïïeh
- 2003 : Coffret intégral